# ضوء زركونيا
ضوء زركونيا هو ضوء كيميائي لامع وشديد القوة يُنتج عبر مادة أكسيد الزركونيوم الرباعي المشع. وهو شبيه في تصميمه لضوء دروموند ‏ (Drummond light)، ولكنه يستخدم الزركونيا بدا من أكسيد الكالسيوم. لكن كلا الضوئين المنتجين تم إبدالهما بالضوء المنتج كهربائيا (المصباح الضوئي).